# Peder Nissen
Peder Nissen (* 22. Dezember 1976) ist ein dänischer Badmintonspieler. 

## Karriere
Peder Nissen gewann in Dänemark fünf Nachwuchstitel. Noch als Junior siegte er 1994 bei den Irish Open. 1995 gewann er die Portugal International, 1996 die Austrian International. 1995 wurde er ebenfalls zweifacher Junioren-Europameister.

## Sportliche Erfolge
| Saison    | Veranstaltung                                    | Disziplin    | Platz | Name                                         |
| --------- | ------------------------------------------------ | ------------ | ----- | -------------------------------------------- |
| 1990/1991 | Dänemark: Einzelmeisterschaften der Junioren U15 | Herrendoppel | 1     | Peter Gade, Højbjerg / Peder Nissen, Herning |
| 1992/1993 | Dänemark: Einzelmeisterschaften der Junioren U17 | Mixed        | 1     | Peder Nissen / Mette Hansen, Herning         |
| 1992/1993 | Dänemark: Einzelmeisterschaften der Junioren U17 | Herrendoppel | 1     | Peter Gade, Højbjerg / Peder Nissen, Herning |
| 1994      | Irish Open                                       | Herrendoppel | 1     | Jan Jørgensen / Peder Nissen                 |
| 1994      | Weltmeisterschaften der Junioren                 | Herrendoppel | 1     | Peter Gade / Peder Nissen                    |
| 1994/1995 | Dänemark: Einzelmeisterschaften der Junioren U19 | Mixed        | 1     | Peder Nissen / Mette Hansen, Herning         |
| 1994/1995 | Dänemark: Einzelmeisterschaften der Junioren U19 | Herrendoppel | 1     | Peter Gade, Højbjerg / Peder Nissen, Herning |
| 1995      | Portugal International                           | Mixed        | 1     | Peder Nissen / Mette Hansen                  |
| 1995      | Junioren-Europameisterschaft                     | Mixed        | 1     | Peder Nissen / Mette Hansen                  |
| 1995      | Junioren-Europameisterschaft                     | Herrendoppel | 1     | Peter Gade / Peder Nissen                    |
| 1996      | Austrian International                           | Herrendoppel | 1     | Jesper Larsen / Peder Nissen                 |